# Anita Kerr
Anita Kerr, geboren als Anita Jean Grilli (Memphis (Tennessee), 13 oktober 1927 – Genève, 10 oktober 2022), was een met drie Grammy Awards onderscheiden Amerikaanse zangeres, pianiste, arrangeur, componiste, dirigente en muziekproducente.

## Biografie
Kerr groeide op als dochter van Italo/Amerikaanse ouders met een muzikale achtergrond. Al op 4-jarige leeftijd kreeg ze klassieke pianoles en op 9-jarige leeftijd speelde ze iedere morgen pijporgel in de kerk. Tijdens deze periode begon ze ook met het schrijven van zangarrangementen.
Haar professionele muziekcarrière begon eind jaren 1940, toen ze verhuisde naar Nashville (Tennessee), waar ze een achtkoppige koorgroep leidde in het regionale radioprogramma Sunday Down South. Begin jaren 1950 formeerde ze het Anita Kerr Quartet, dat later ook als The Anita Kerr Singers veel succesvolle easy listening-albums zou opnemen. Parallel daaraan verhief Kerr zich tot een van de leidende arrangeuren en producenten in Nashville. Hier bepaalde ze maatgevend de Nashville-sound en was ze verantwoordelijk voor producties van countrysterren als Jim Reeves, Chet Atkins, Hank Locklin en Skeeter Davis. In de achtergrond waren Kerr en haar zangers naast talloze countryplaten ook te horen op albums van popgrootheden als Perry Como, Rosemary Clooney, Roy Orbison en Pat Boone. 
Een eerste hit Forever had Kerr met de doowopgroep The Little Dippers, die zich in 1960 plaatste in de Amerikaanse singlelijsten op positie 9. Onder het pseudoniem Anita And Th' So-And-So's plaatste Kerr zich in 1962 met de single Joey Baby in de hitlijst op positie 91. Met The Anita Kerr Singers plaatsten zich direct drie hits in de easy listening-hitlijst: I Can't Help Remembering You, In the Morning en One in a Row.
The Anita Kerr Singers namen een reeks conceptalbums op, die een verbinding hadden met uitgelezen componisten en zangers: We Dig Mancini (1965), Bert Kaempfert Turns Us On! (1967), I Sang With Jim Reeves (1968), The Anita Kerr Singers Reflect On The Hits Of Burt Bacharach & Hal David (1969), Simon And Garfunkel Songbook (1971) en Anita Kerr Performs Wonders (1979).
Van 1967 tot 1975 maakte ze een aantal albums met Rod McKuen en de San Sebastian Strings, waarvan met name The Sea, The Earth en The Sky succesvol waren in Amerika.
Kerr verhuisde in 1970 naar Zwitserland en bracht tot het einde van het decennium regelmatig platen uit. Muzikaal hield ze zich versterkt bezig met christelijke- en gospelmuziek.
In 1985 componeerde ze het nummer Piano, Piano, dat als Zwitserse inbreng werd voorgesteld voor het Eurovisiesongfestival. Met een tekst van Trudi Müller-Bosshard en de vertolkers Mariella Farré en Gino Gasparini bereikte de song de 12e plaats. Kerr leidde als derde vrouw überhaupt ook het orkest. Tot heden was dit de laatste keer, dat een vrouw het orkest dirigeerde.

## Onderscheidingen
Tussen 1963 en 1978 werd Kerr voor in totaal zeven Grammy Awards genomineerd. Drie keer kon ze deze in ontvangst nemen. Vooral de beide onderscheidingen in 1965 en 1966 werden deels controversieel besproken, omdat Kerr zich met haar zanggroep in de categorie «Best Performance by a Vocal Group» kon doorzetten tegen de toentertijd grootste popbands als The Beatles en The Beach Boys. 
In 1992 kreeg Kerr de NARAS Governors Award als dankbetuiging aan haar uitstekende bijdrage voor de Amerikaanse muziek.

## Privéleven
Kerr woonde volgens haar website in Genève en was tot haar overlijden nog muzikaal actief. Ze wijdde haar leven voornamelijk aan haar beide dochters en de vijf kleinkinderen. Ze overleed op 94-jarige leeftijd.
- Bibsys: 3004448
- Biblioteca Nacional de España: XX1597155
- Bibliothèque nationale de France: cb138005668 (data)
- Gemeinsame Normdatei: 134425243
- International Standard Name Identifier: 0000 0001 1933 4500
- Library of Congress Control Number: no99076229
- MusicBrainz: 5061911c-56ff-4967-9cbc-de1601beea96
- Nationale Bibliotheek van Tsjechië: xx0083103
- Nationale bibliotheek van Australië: 35312678
- Nationale Bibliotheek van Israël: 987007333206505171
- SNAC: w62z1nt3
- Trove: 907806
- Virtual International Authority File: 31635407
- WorldCat: E39PBJyhfgJ4m3yWcMP3V9kJjC